# Marathon van Praag 2014
De marathon van Praag 2014 werd gelopen op zondag 11 mei 2014. Het evenement werd gesponsord door Volkswagen. Het was de twintigste editie van deze marathon. 
De wedstrijd bij de mannen werd een overwinning voor de Keniaan Patrick Terer in 2:08.07. Hij had hiermee slechts tien seconden voorsprong op zijn landgenoot Evans Kiplagat Chebet. Bij de vrouwen was de Ethiopische Firehiwot Dada veruit het snelst. Zij won de wedstrijd met een voorsprong van bijna vier minuten in 2:23.34.
In totaal finishten 6039 lopers, waarvan 1103 vrouwen.

## Wedstrijd
Mannen
| rang   | naam                  | land | tijd    |
| ------ | --------------------- | ---- | ------- |
| Goud   | Patrick Terer         | KEN  | 2:08.07 |
| Zilver | Evans Kiplagat Chebet | KEN  | 2:08.17 |
| Brons  | Cuthbert Nyasango     | ZIM  | 2:09.52 |
| 4      | Nicholas Manza        | KEN  | 2:12.01 |
| 5      | Hillary Yego          | KEN  | 2:12.55 |
| 6      | Nicholas Kemboi       | QAT  | 2:13.03 |
| 7      | Kennedy Kwemoi Nabei  | KEN  | 2:13.20 |
| 8      | Abere Kassw           | ETH  | 2:15.45 |
| 9      | Nicholas Kipkemboi    | KEN  | 2:17.34 |
| 10     | Asmare Workneh        | ETH  | 2:18.35 |

Vrouwen
| rang   | naam                        | land | tijd    |
| ------ | --------------------------- | ---- | ------- |
| Goud   | Firehiwot Dada              | ETH  | 2:23.34 |
| Zilver | Fatu Eticha                 | ETH  | 2:27.31 |
| Brons  | Ashete Bekere               | ETH  | 2:28.04 |
| 4      | Tsehay Desalegn             | ETH  | 2:31.25 |
| 5      | Shuko Genemo                | ETH  | 2:32.19 |
| 6      | Konjit Tilahunm             | ETH  | 2:34.14 |
| 7      | Ruban Yuliya                | UKR  | 2:34.52 |
| 8      | Beatrice Torotich Jepkemboi | KEN  | 2:35.07 |
| 9      | Aberu Mekuria               | ETH  | 2:37.22 |
| 10     | Flomena Chepchirchir        | KEN  | 2:40.20 |

1995 ·
1996 ·
1997 ·
1998 ·
1999 ·
2000 ·
2001 ·
2002 ·
2003 ·
2004 ·
2005 ·
2006 ·
2007 ·
2008 ·
2009 ·
2010 ·
2011 ·
2012 ·
2013 ·
2014 ·
2015 ·
2016 ·
2017